# Liste des évêques de Fargo
La liste des évêques de Fargo recense les noms des évêques qui se sont succédé sur le siège épiscopal de Fargo dans le Dakota du Nord aux États-Unis depuis le 10 novembre 1889 date de création du diocèse de Jamestown par détachement du vicariat apostolique du Dakota.  Le diocèse de Jamestown change de nom le 6 avril 1897  pour devenir diocèse de Fargo (Dioecesis Fargensis). 

## Sont évêques
- 15 novembre 1889-† 16 juillet 1909 : John Shanley, évêque de Jamestown, puis de Fargo (6 avril 1897).
- 24 juin 1909-† 19 décembre 1934 : James O'Reilly
- 10 août 1935-9 décembre 1959 : Aloysius Muench (Aloysius Joseph Muench)
- 23 février 1960-8 septembre 1970 : Léo Dworschak (Léo Ferdinand Dworschak)
- 8 septembre 1970-† 19 novembre 1984 : Justin Driscoll (Justin Albert Driscoll)
- 29 mars 1985-18 mars 2002 : James Sullivan (James Stephen Sullivan)
- 18 mars 2002-29 mai 2012 : Samuel Aquila (Samuel Joseph Aquila)
- depuis le 8 avril 2013[1] : John Folda (John Thomas Folda)

## Sources
- (en) Fiche du diocèse sur le site catholic-hierarchy.org